# 東部發電廠銅門機組
東部發電廠銅門機組，為一座位於花蓮縣秀林鄉銅門村的木瓜溪北岸的水力發電廠，該發電廠由台灣電力公司東部發電廠所管轄，舊稱銅門發電廠或是銅門電廠。自2001年台電公司組織改造後，全名改名為台灣電力公司東部發電廠銅門機組，銅門機組係利用其上游的水簾壩所蓄之木瓜溪溪水，以及水簾發電廠之尾水發電，是臺灣第一座地下化水力發電廠。

## 沿革

### 日治時期
銅門發電廠最早之初始可追溯至臺灣日治時期1939年11月，由日本人所經營的東台灣電力興業株式會社興建完工，稱為銅門發電所。在發電所之中，設有8,000瓩之發電機三組，並於1943年開始商轉發電。
於1944年及1945年接連而來的洪水沖毀發電廠廠房及內部設備與攔河壩，因而毀棄。目前仍可在通往銅門機組之吊橋上遠觀溪床上遭到沖毀的銅門發電所建築。

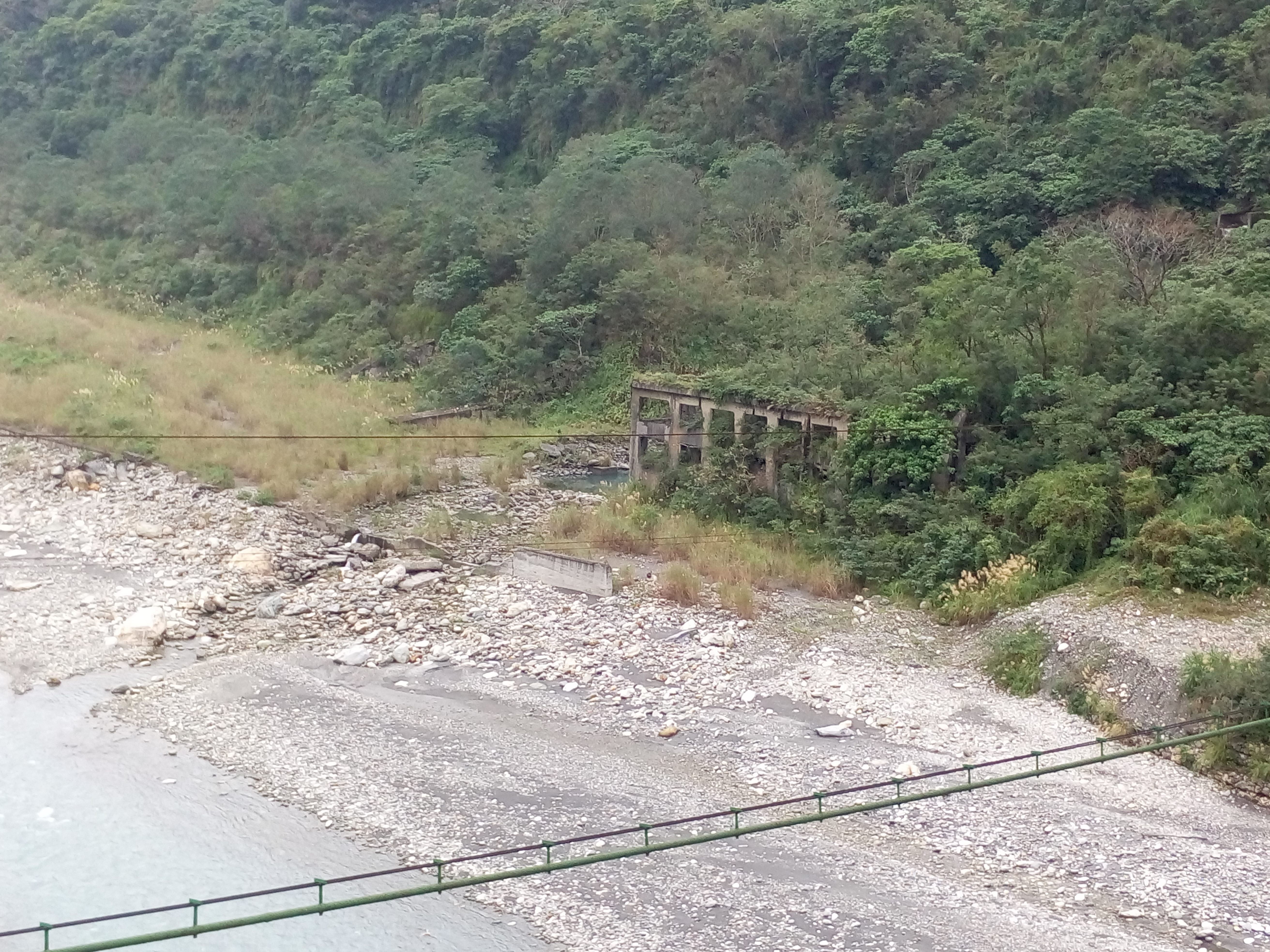
原日治時期興建的銅門發電所，完工一年多即遭到洪水沖毀，台電將原機組自土石挖掘出後，另於山中闢建地下廠房安置機組，即為今日的東部發電廠銅門機組

### 戰後時期
戰後，臺灣省政府成立臺灣電力公司針對臺灣各地日治時期所留下的發電設施展開修復工作。1949年5月11日，時任臺電公司總經理一職的劉晉鈺率領臺電企劃處工作人員等多人前往花蓮立霧、初音、銅門以及清水第二等日本人所遺留之發電機組進行考察。
1952年9月，臺電成立「銅門工程處」，展開木瓜溪流域上日治時期發電所的重建工程，其中銅門發電所的復建工程包括修建攔河壩及重建機組，並為防止廠房再次遭到洪水沖毀，因此該將廠房設置於山腹中，為臺灣第一座地下化廠房的發電廠。
1955年1月26日，第一部機組修復完成。1955年7月5日，第二部機組修復完成。1955年7月19日，第三部機組修復完成。

### 現今

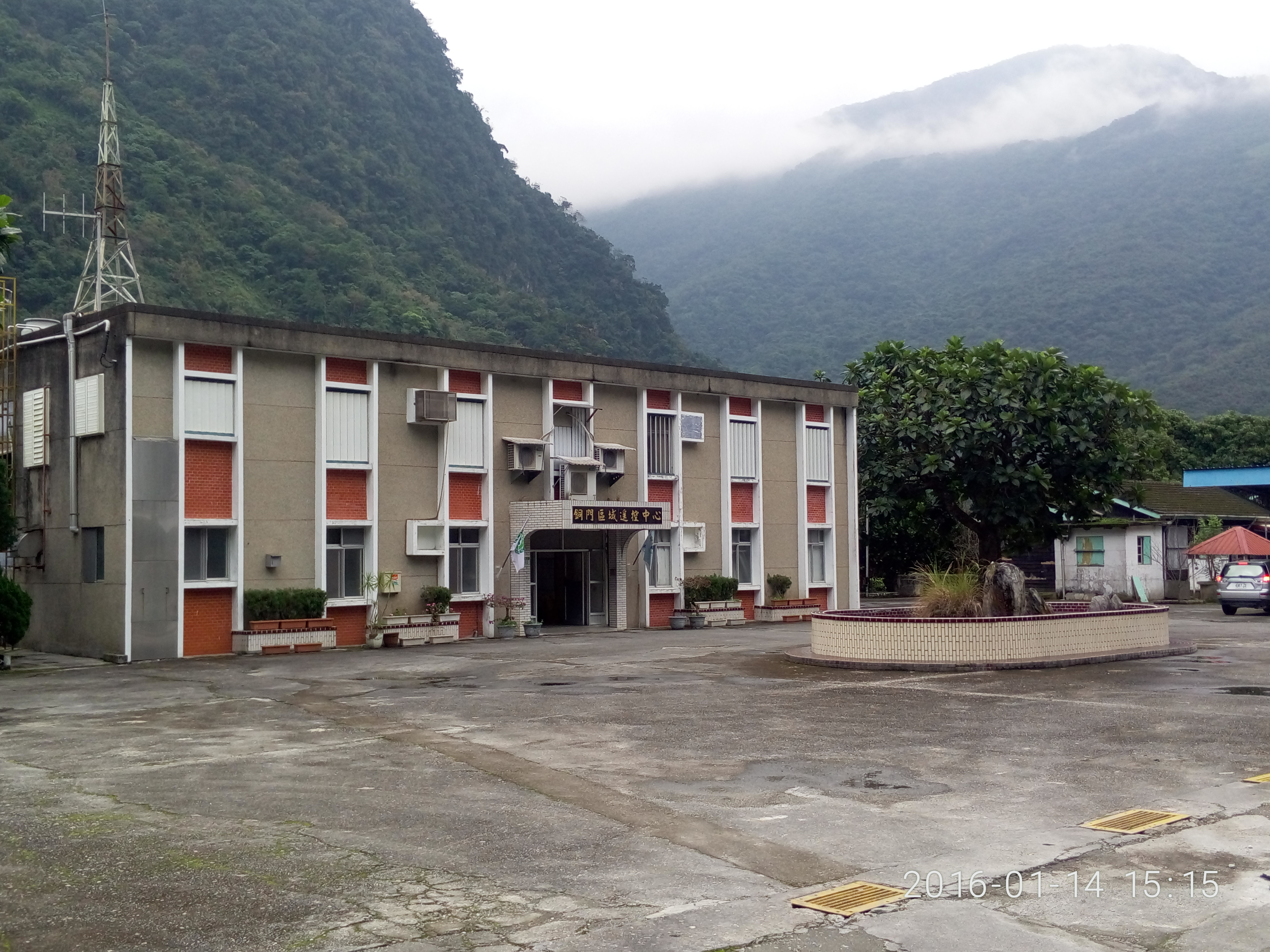
東部發電廠銅門區域控制中心，目前該控制中心的副控功能已裁撤，但仍有人員駐留。

2001年5月，因應政府組織改造，「東部發電處」改組成「東部發電廠」，旗下多座發電廠亦改稱為發電機組，銅門發電廠也自此改稱為東部發電廠銅門機組。並且完成自動化遙控機組工程，在銅門機組設立銅門副控，控制清水機組、清流機組、銅門機組、榕樹機組、初英機組、溪口機組與其發電水壩進水口閘門的開關。
2014年5月，因應東部發電廠組織及人員精簡，銅門區域控制中心正式裁撤，原副控功能轉移至花蓮市區的廠本部繼續遠端遙控各機組。

## 設施
銅門發電廠是一座地下化水力發電廠，主要是因為木瓜溪上游山區地質鬆軟，時常發生山崩，土砂不斷沖入溪流，以致河床逐年淤塞增高，故必須將電廠全部建築在山腹中，以避免再度遭到溪水沖涮掩埋。銅門發電廠裝置有三部容量各為7,000瓩（7MW）之豎軸法蘭西斯水輪發電機，共21,000瓩，年發電量約為1億6百萬度。電廠廠房位於木瓜溪北岸，與對面的南岸「銅門區域遙控中心」則以吊橋連接。至於銅門發電廠於1943年興建、外觀呈灰黑色混凝土的舊廠房遺跡，仍矗立在壓力鋼管下的木瓜溪河床上，而壓力鋼管則在銅門發電廠改建工程時轉彎進入地下的新廠房。

### 機組
| 名稱   | 發電機型號                       | 水輪機型號                           | 機組數量 | 發電方式 | 有效落差（公尺） | 單一機組用水量（CMS） | 容量（MW） | 位置               | 商轉日期                     | 狀態   |
| ------ | -------------------------------- | ------------------------------------ | -------- | -------- | ---------------- | --------------------- | ---------- | ------------------ | ---------------------------- | ------ |
| 一號機 | 日本日立製作所製交流式同步發電機 | 日本日立製作所製豎軸法蘭西斯式水輪機 | 1        | 川流式   | 165              | 5.57CMS               | 7MW        | 花蓮縣秀林鄉銅門村 | 1943年 1955年1月26日（修復） | 商轉中 |
| 二號機 | 日本日立製作所製交流式同步發電機 | 日本日立製作所ㄒ豎軸法蘭西斯式水輪機 | 1        | 川流式   | 165              | 5.57CMS               | 7MW        | 花蓮縣秀林鄉銅門村 | 1943年 1955年7月5日（修復）  | 商轉中 |
| 三號機 | 日本日立製作所製交流式同步發電機 | 日本日立製作所製豎軸法蘭西斯式水輪機 | 1        | 川流式   | 165              | 5.57CMS               | 7MW        | 花蓮縣秀林鄉銅門村 | 1943年 1955年7月19日（修復） | 商轉中 |

### 管理
- 電廠名稱：東部發電廠銅門機組
- 管理單位：臺灣電力公司東部發電廠
- 廠內編制：無（遠端遙控）

### 設施
- 廠房類型：地下式
- 取水來源：水簾機組尾水 - 木瓜溪（水簾壩）
- 壓力鋼管：三條

## 圖集

### 廠區

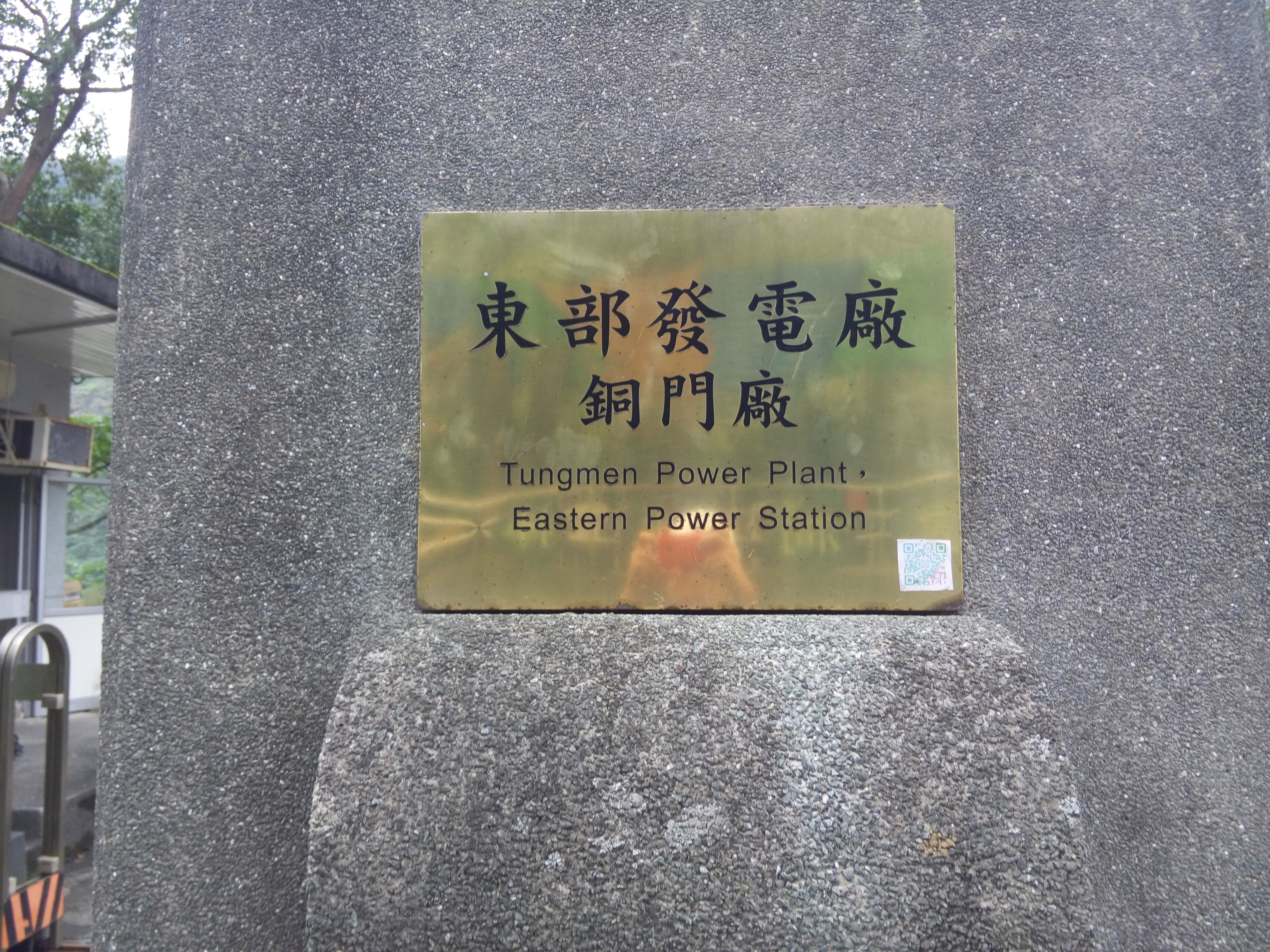
銅門機組大門門牌
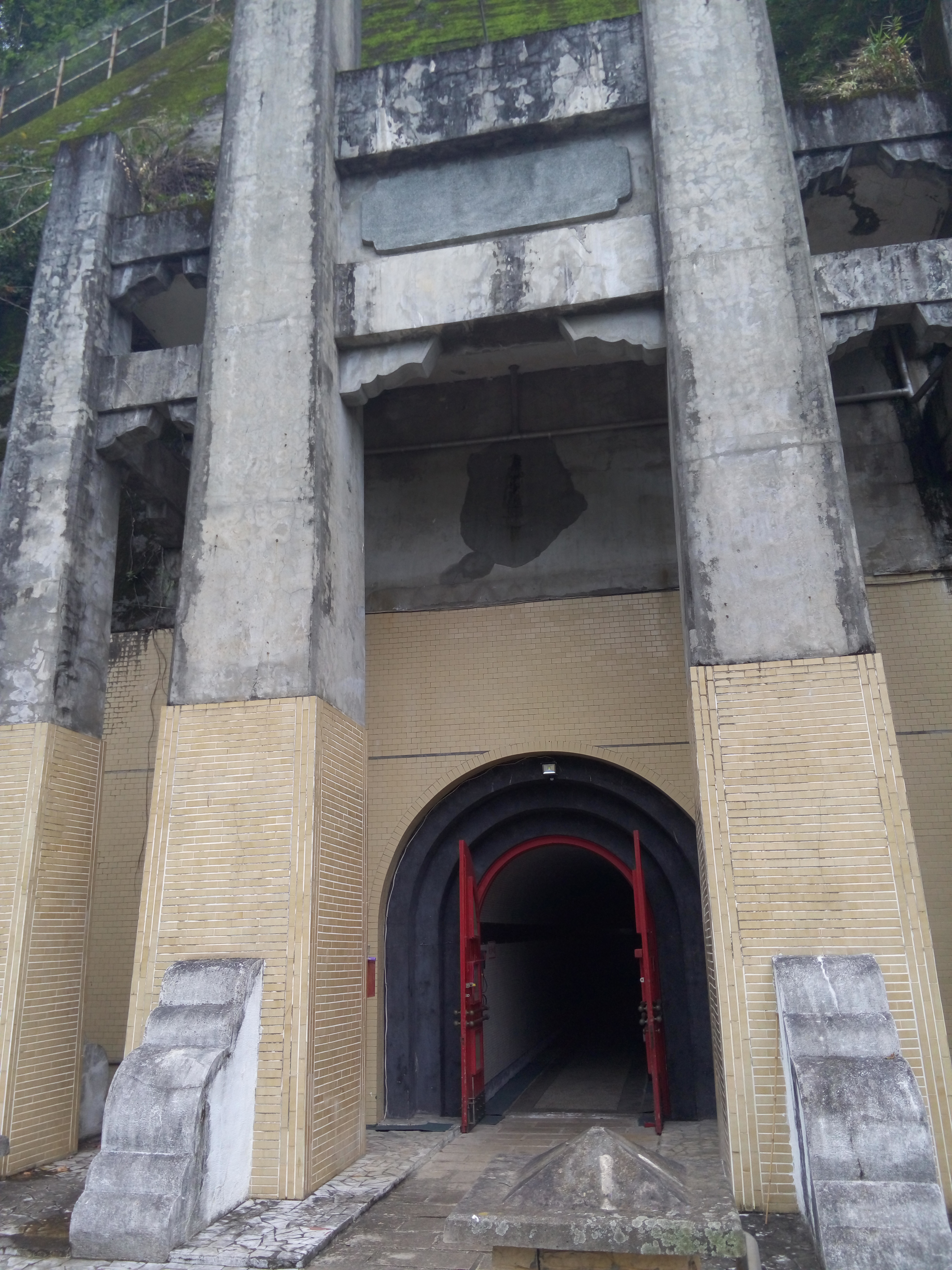
銅門機組地下廠房大門
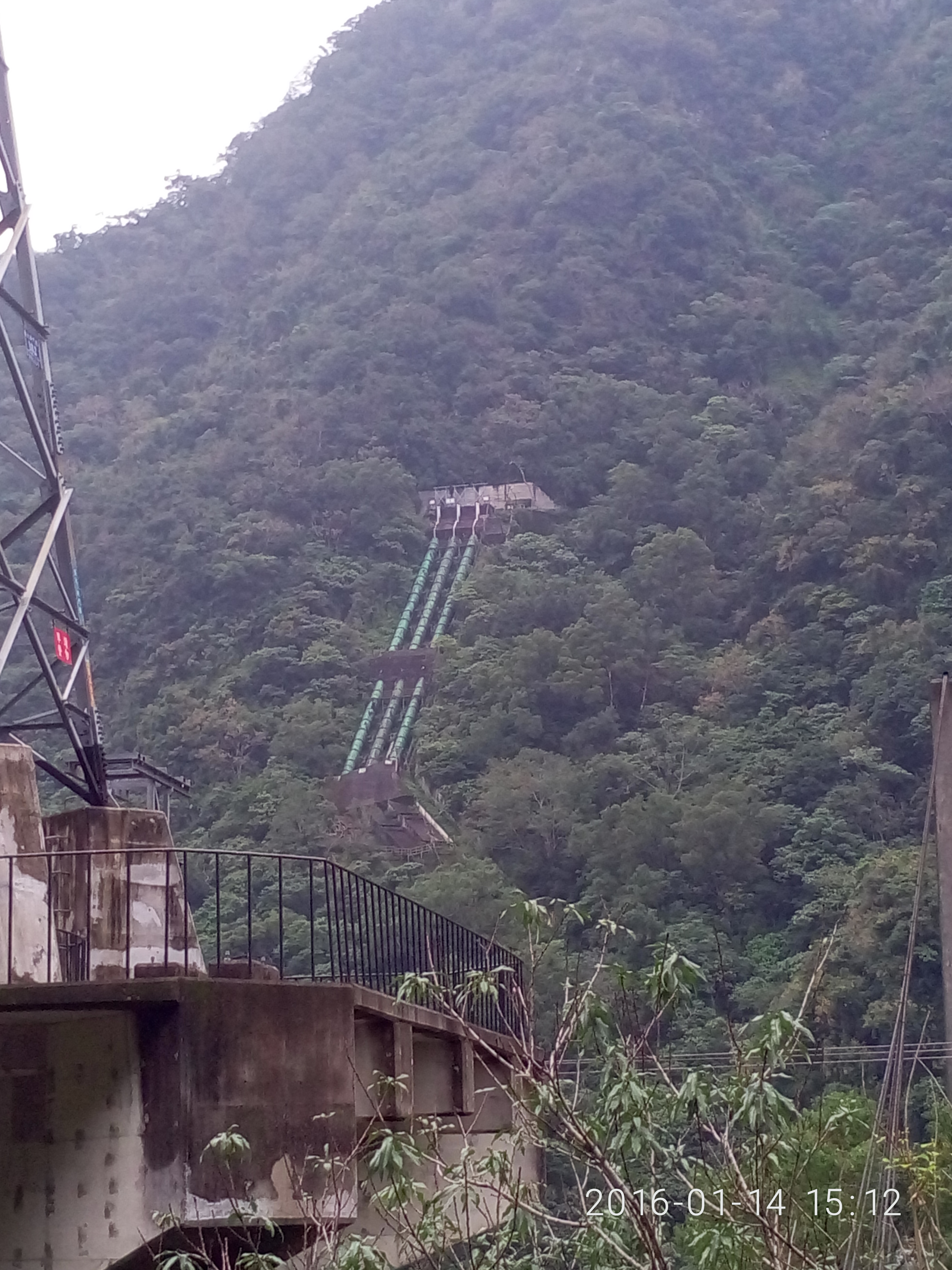
銅門機組三條壓力鋼管遠景
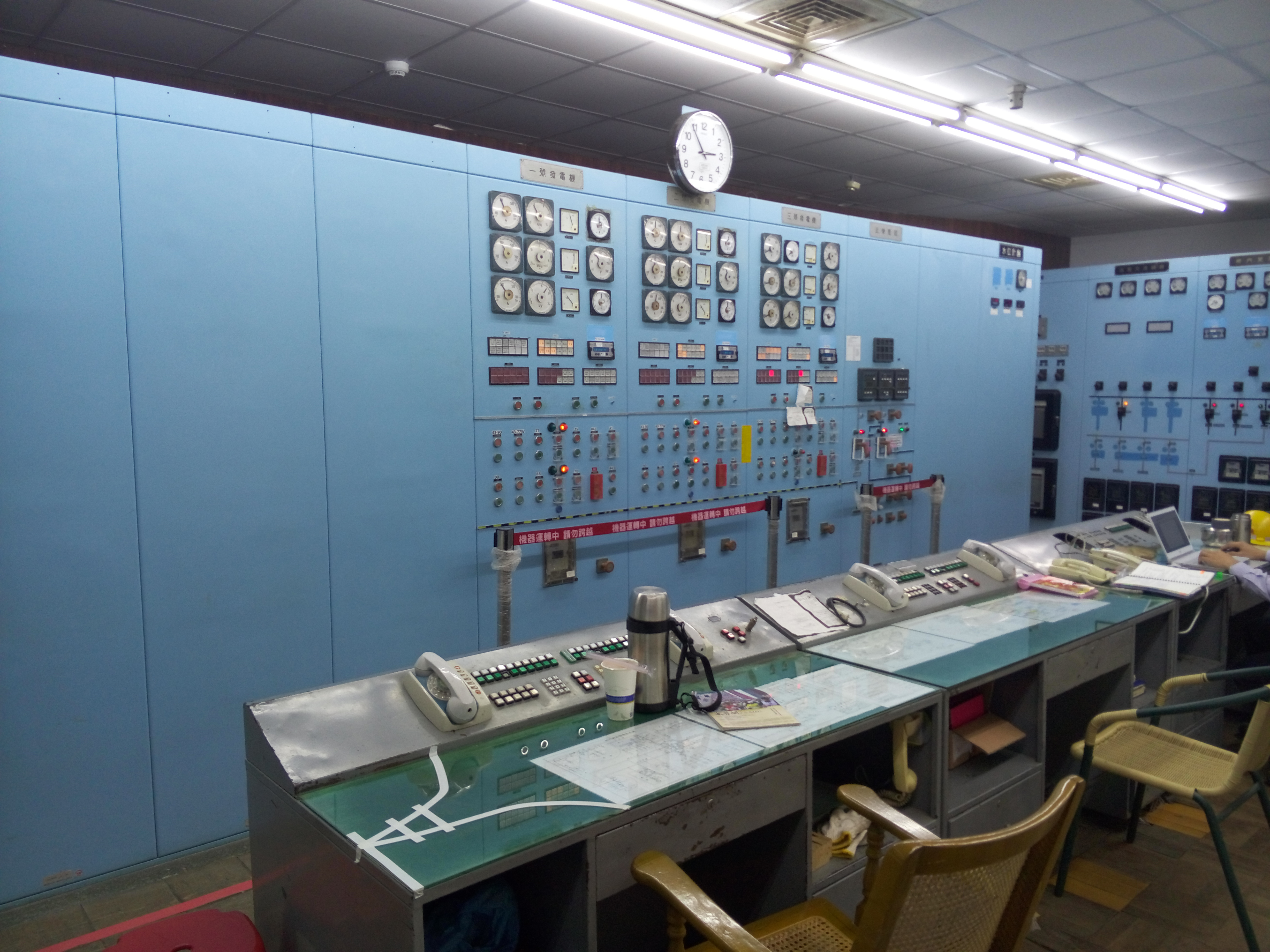
銅門機組控制室
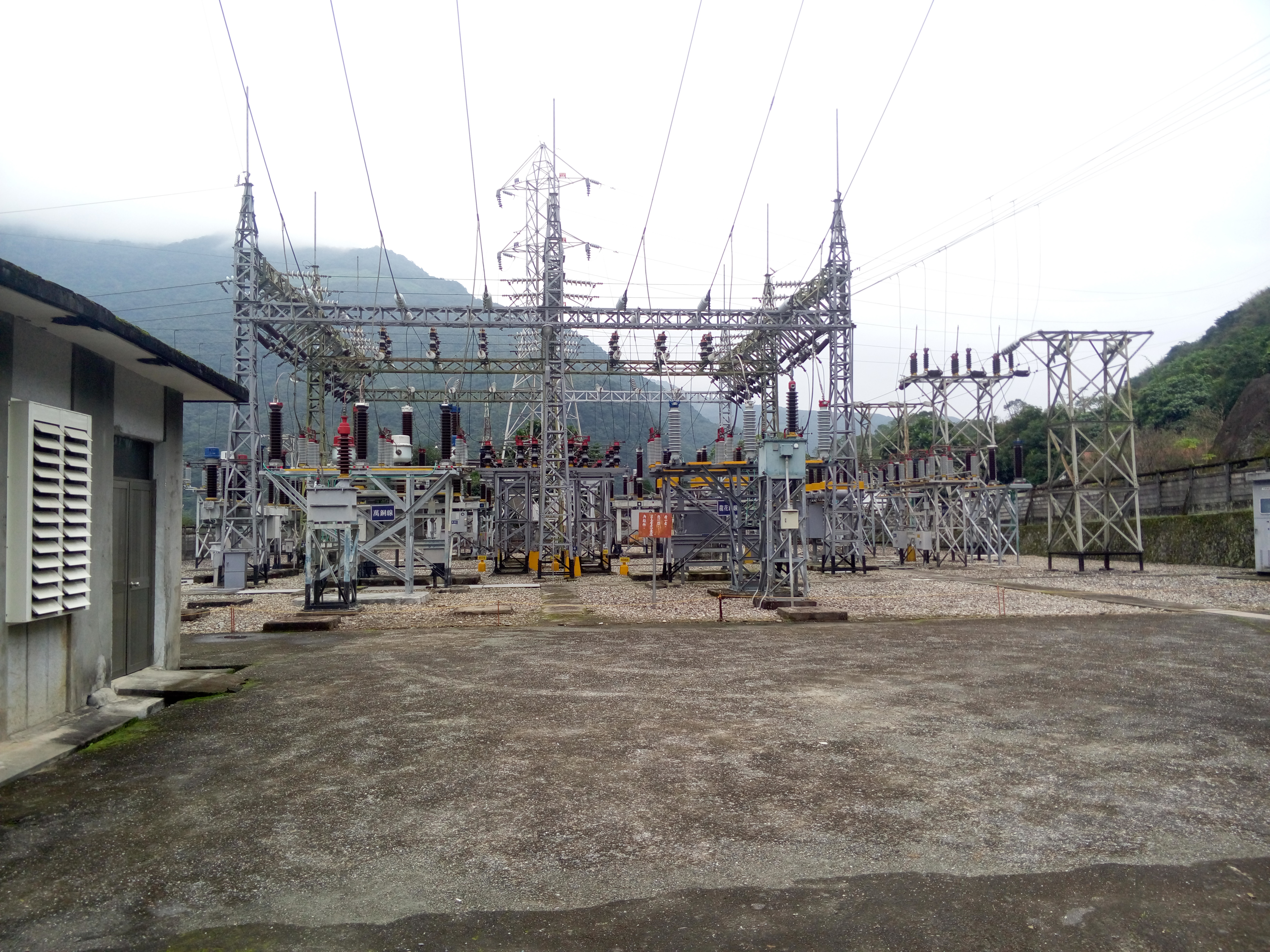
銅門機組開關廠
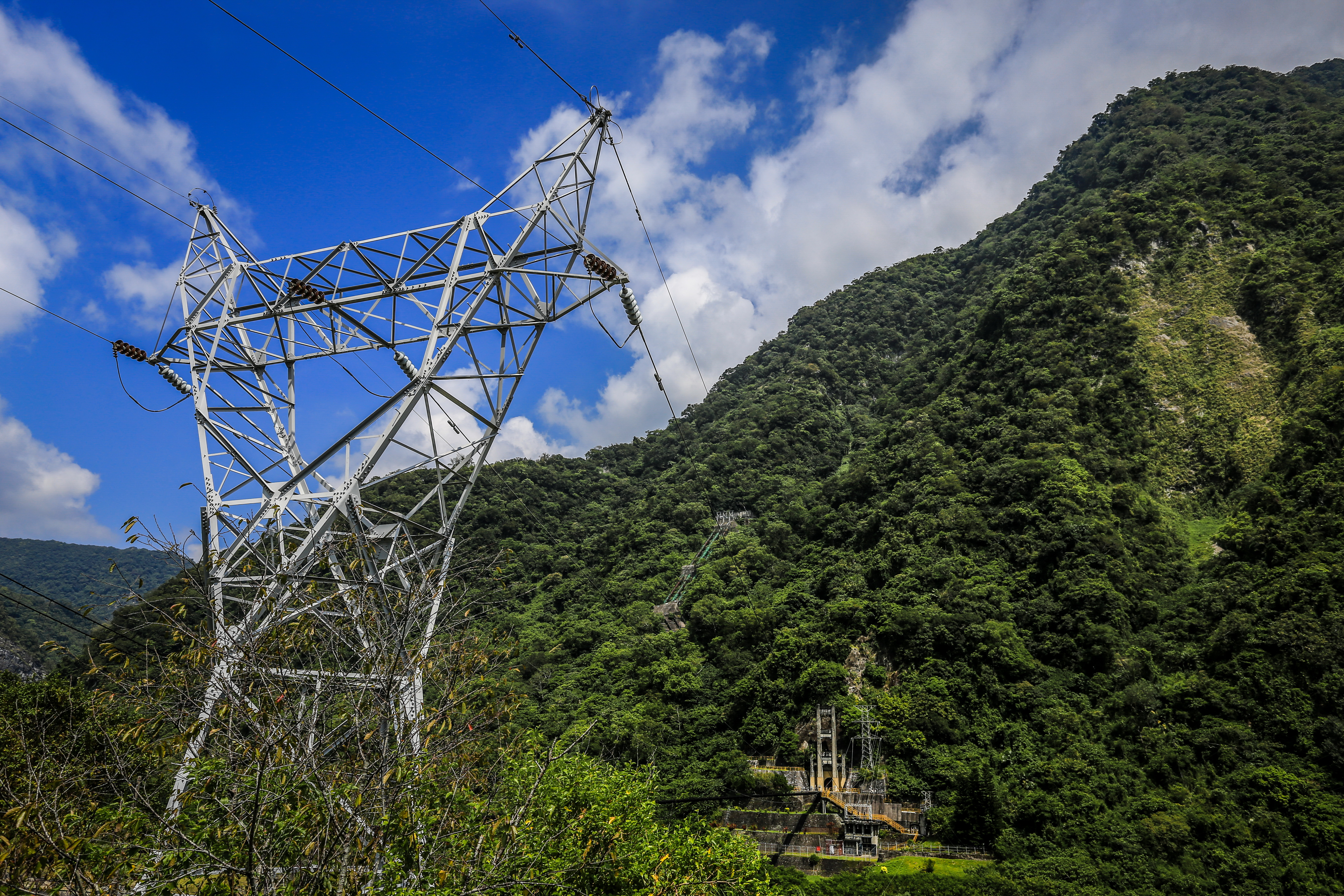
銅門機組遠景
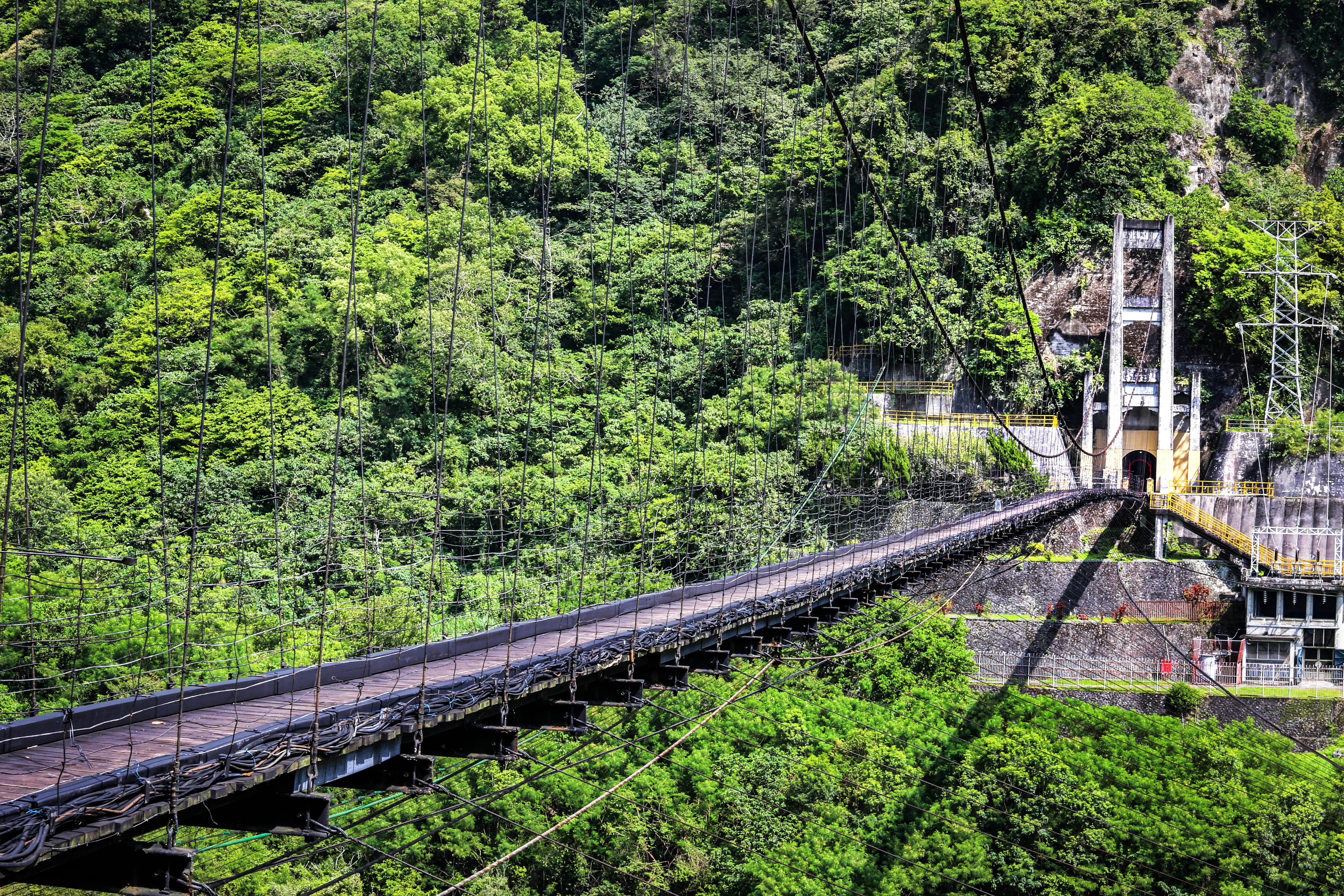
銅門發電廠吊橋

### 發電機

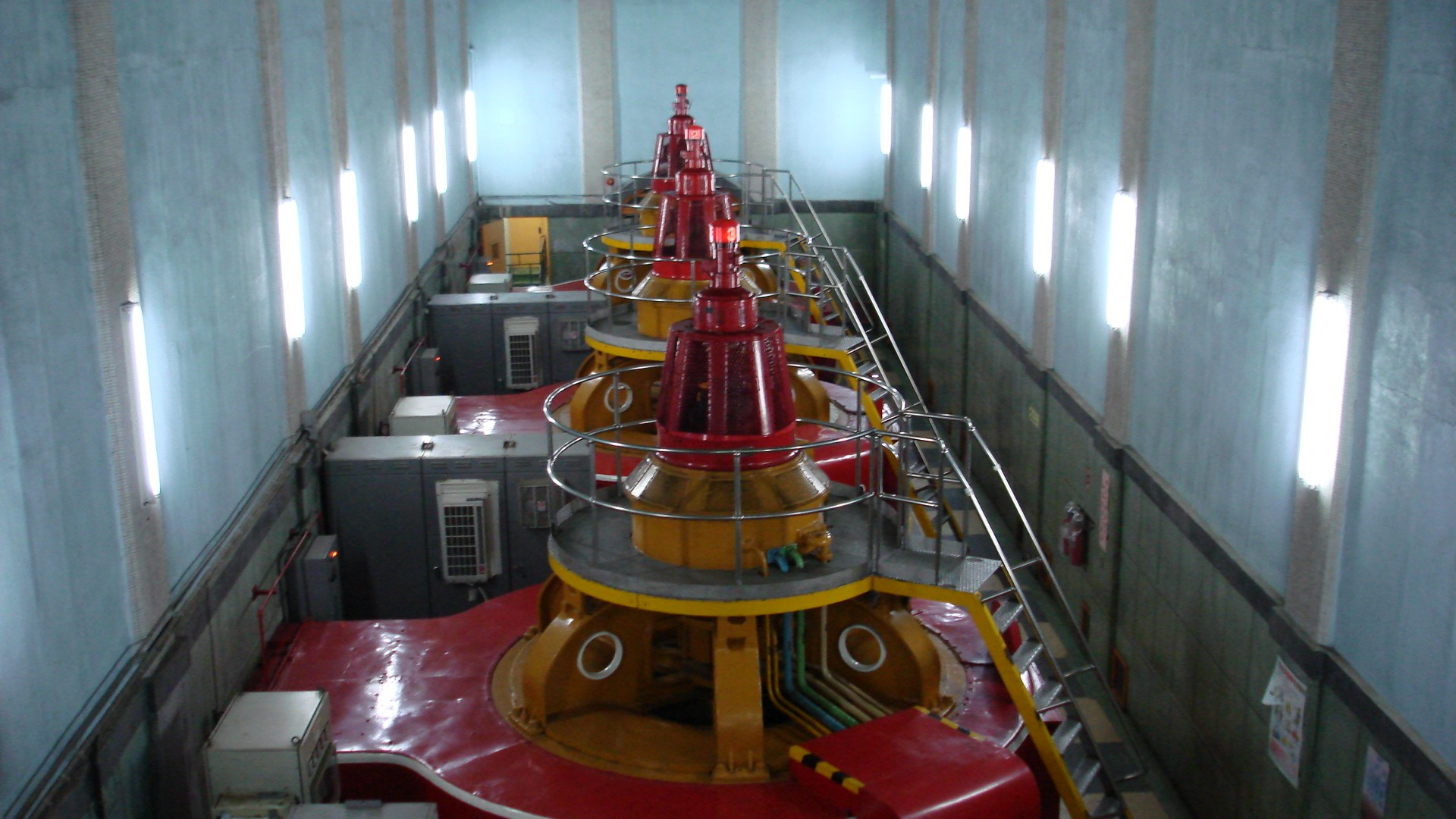
銅門機組地下廠房
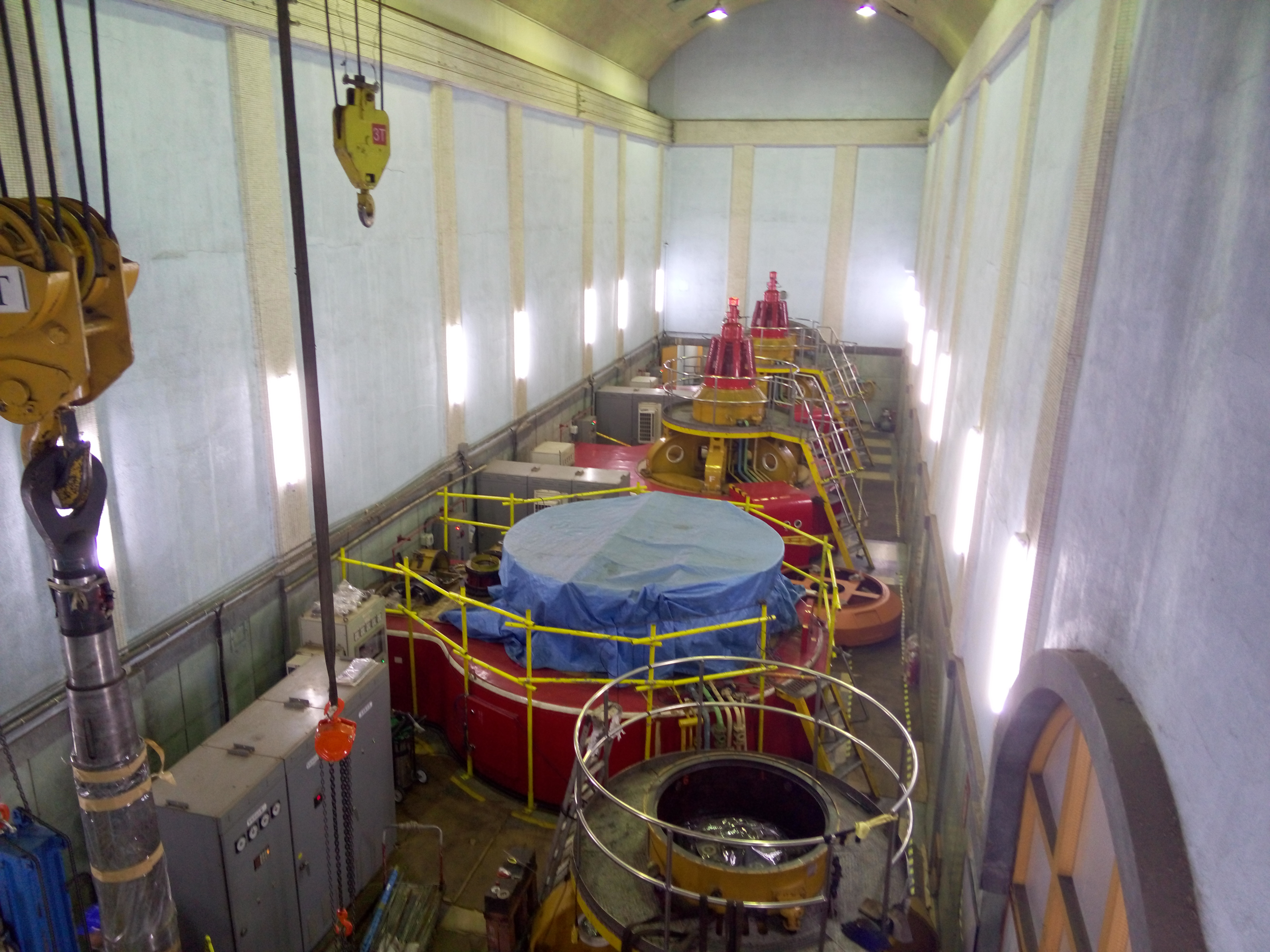
銅門機組廠房，圖中廠內已拆卸機組為三號機，正在進行大修維護
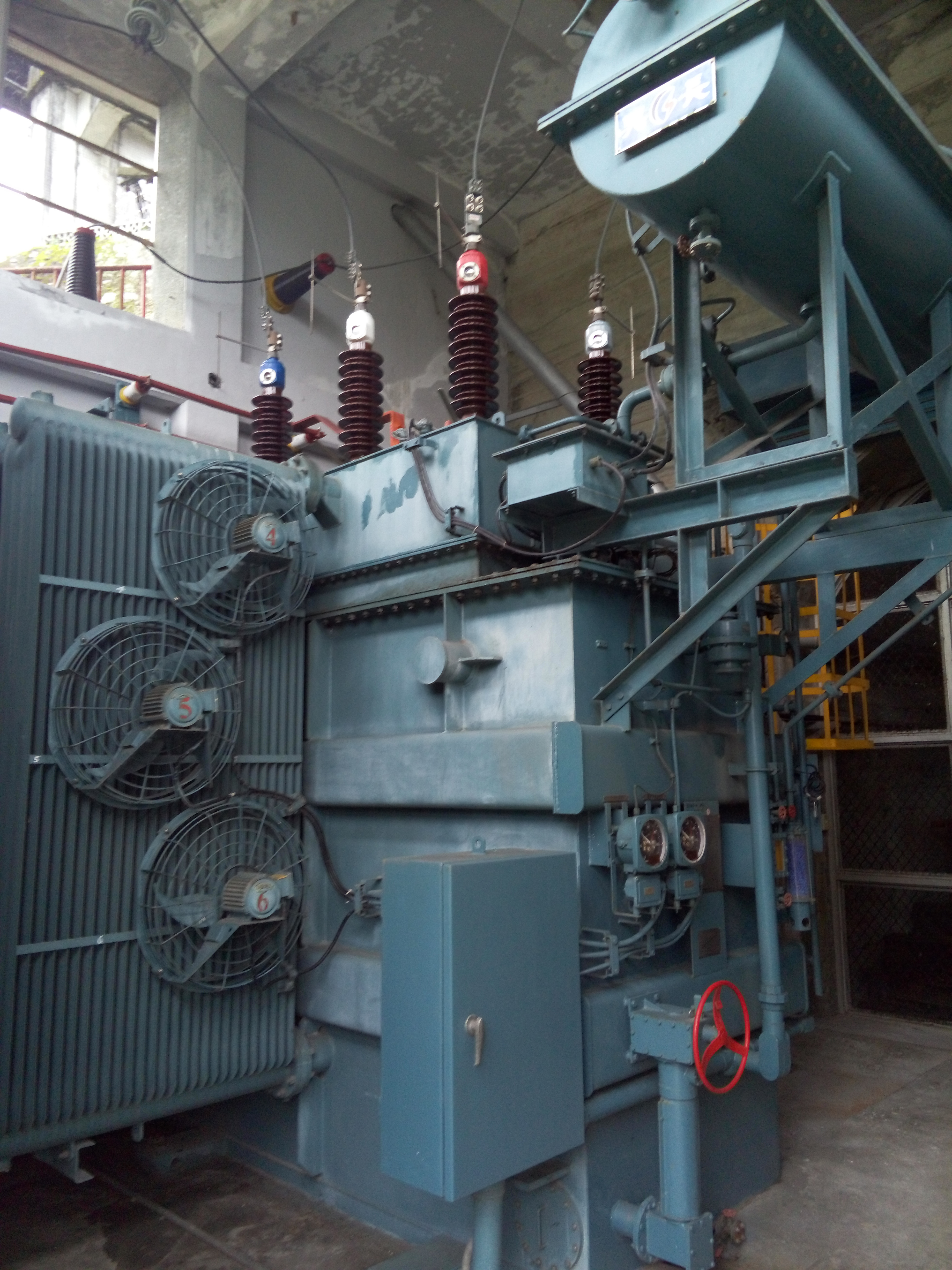
銅門機組發電後的主變壓器，目前東部發電廠正在研議將新增兩部變壓器達到三部變壓器

## 鄰近景點
- 銅門祠
- 萬代峽

## 外部連結
- 東部發電廠簡介 - 台灣電力公司
- 花蓮縣現有水庫壩堰 - 經濟部水利署